# Canton de Morcenx
Le canton de Morcenx est une ancienne division administrative française située dans le département des Landes et la région Aquitaine. Il a été supprimé par le nouveau découpage cantonal entré en vigueur en 2015.

## Géographie
Ce canton était organisé autour de Morcenx dans l'arrondissement de Mont-de-Marsan. Son altitude variait de 22 m (Onesse-et-Laharie) à 104 m (Morcenx) pour une altitude moyenne de 61 m.

## Histoire
En 1790, le canton d'Arjuzanx est créé. En 1888, son chef-lieu étant transféré d'Arjuzanx à Morcenx, il change de nom et devient le canton de Morcenx.

## Communes
Le canton de Morcenx comprenait neuf communes et comptait 9 459 habitants (population municipale) au 1er janvier 2010.
| Nom                 | Code Insee | Intercommunalité     | Superficie (km2) | Population (dernière pop. légale) | Densité (hab./km2) |
| ------------------- | ---------- | -------------------- | ---------------- | --------------------------------- | ------------------ |
| Arengosse           | 40006      | CC du Pays Morcenais | 62,48            | 699 (2014)                        | 11                 |
| Arjuzanx            | 40009      | CC du Pays Morcenais | 29,20            | 219 (2014)                        | 7,5                |
| Garrosse            | 40107      | CC du Pays Morcenais | 26,68            | 294 (2014)                        | 11                 |
| Lesperon            | 40152      | CC du Pays Morcenais | 102,81           | 1 033 (2014)                      | 10                 |
| Morcenx             | 40197      | CC du Pays Morcenais | 62,08            | 4 422 (2014)                      | 71                 |
| Onesse-Laharie      | 40210      | CC du Pays Morcenais | 132,13           | 970 (2013)                        | 7,3                |
| Ousse-Suzan         | 40215      | CC du Pays Morcenais | 24,48            | 267 (2014)                        | 11                 |
| Sindères            | 40302      | CC du Pays Morcenais | 20,34            | 187 (2014)                        | 9,2                |
| Ygos-Saint-Saturnin | 40333      | CC du Pays Morcenais | 57,88            | 1 287 (2014)                      | 22                 |

## Représentation

### Conseillers généraux de 1833 à 2015
| Période | Période      | Identité                   | Étiquette     | Qualité |
| ------- | ------------ | -------------------------- | ------------- | --- |
| 1833    | 1855         | Jean Paulin Thomas-Lestagé |               | Maire d'Arengosse |
| 1855    | 1870         | Étienne Jumel              |               | Avoué licencié à Mont-de-Marsan |
| 1870    | 1889         | Joseph-Marie Roquebert     | Conservateur  | Avocat |
| 1889    | 1892         | Germain Cazaubon           | Bonapartiste  | Médecin à Ygos, conseiller d'arrondissement                                                                                            |
| 1892    | 1910         | Joseph-Marie Roquebert     | Conservateur  | Avocat - Maire d'Arjuzanx |
| 1910    | 1928         | Bertrand Henri Malet       | Républicain   | Docteur en médecine Maire de Morcenx (1900-1926)                                                                                       |
| 1928    | 1934         | Robert Dupin               | Rad.ind.      | Maire d'Arjuzanx |
| 1934    | 1940         | Maurice Lamarque           | Rad.          | Industriel, maire d'Ygos, conseiller d'arrondissement                                                                                  |
|         |              |                            |               | |
| 1943    | 1945         | Léon Naureils              |               | Maire de Morcenx (1941-1944) Nommé conseiller départemental en 1943                                                                    |
|         |              |                            |               | |
| 1945    | 1949         | Léon Brouste               | SFIO          | Commerçant Maire de Morcenx (1944-1977), ancien conseiller d'arrondissement                                                            |
| 1949    | 1961         | Maurice Lamarque           | Rad.          | Industriel à Ygos |
| 1961    | 1979         | Léon Brouste               | SFIO puis DVG | Commerçant - Maire de Morcenx (1944-1977)                                                                                              |
| 1979    | 1982 (décès) | Henri Scognamiglio         | PS            | Directeur d'école Président du Conseil général (1980-1982) Maire de Morcenx (1977-1982), député suppléant de Roger Duroure (1978-1981) |
| 1982    | 2015         | Jean-Claude Deyres         | PS            | Cadre de la fonction publique Maire de Morcenx depuis 1995 Vice-président du Conseil général                                           |

### Conseillers d'arrondissement (de 1833 à 1940)
| Période                                  | Période      | Identité                                 | Étiquette    | Qualité |
| ---------------------------------------- | ------------ | ---------------------------------------- | ------------ | --- |
| 1833                                     | 1842         | M. Tournaire                             |              | Propriétaire et marchand de vin à Arjuzanx                                                                  |
| 1842                                     | 1848         | Jean François Camille Marqué (1796-1873) |              | Notaire à Onesse                                                                                            |
|                                          |              |                                          |              | |
| 1892                                     | 1896 (décès) | Germain Cazaubon                         | Bonapartiste | Médecin à Ygos                                                                                              |
| 1896                                     | 1911 (décès) | Victor Cazaubon                          | Bonapartiste | Médecin à Ygos                                                                                              |
| 1911                                     | 1919         | Jules Joseph Vincent Soubiran            | Rad.         | Vétérinaire à Ousse-Suzan                                                                                   |
| 1919                                     | 1934         | Maurice Lamarque                         | Rad.         | Maire d'Ygos                                                                                                |
| 1934                                     | 1937         | M. Ducasse                               | Républicain  | Médecin |
| 1937                                     | 1940         | Léon Brouste (1903-1986)                 | SFIO         | Commerçant à Morcenx                                                                                        |
| 1940                                     |              |                                          |              | Les conseils d'arrondissement ont été suspendus par la loi du 12 octobre 1940 et n'ont jamais été réactivés |
| Les données manquantes sont à compléter. |              |                                          |              | |

## Démographie
| 1962  | 1968   | 1975   | 1982   | 1990  | 1999  | 2006  | 2010  | - |
| ----- | ------ | ------ | ------ | ----- | ----- | ----- | ----- | - |
| 8 985 | 10 448 | 10 641 | 10 261 | 9 185 | 8 936 | 9 209 | 9 459 | - |